# Perellós

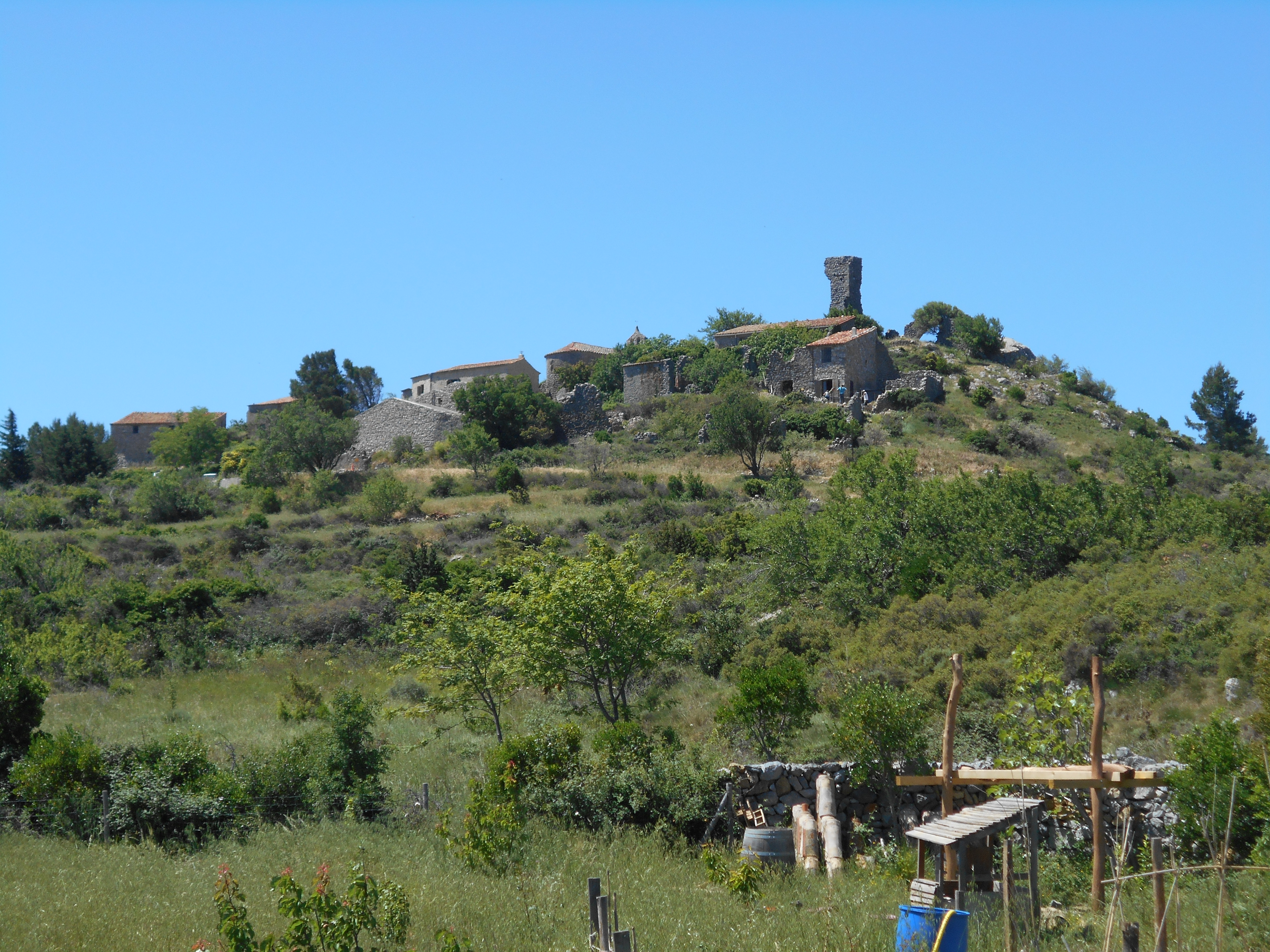
El poble de Perellós des del nord

Perellós ([pəɾi'ʎus], estàndard [pəɾə'ʎos]; o Perillós ajustant-se a la pronunciació local i Perellons a l'etimologia, en francès Périllos) és un llogaret abandonat al municipi rossellonès d'Òpol i Perellós, i el poble més septentrional de la Catalunya del Nord, i per extensió dels Països Catalans, al límit amb Occitània. Antigues comunes independents, el 1972 Òpol i Perellós es van agregar per formar-ne una de nova.
Perellós és a una desena de quilòmetres d'Òpol, en direcció nord, a 360 metres d'altitud. El nucli és desert des de la Segona Guerra Mundial per raó del seu aïllament i no disposa d'enllaç a les xarxes d'electricitat ni d'aigua corrent.
Les ruïnes del castell de Perellós, o Castell del Senyor, centre del vescomtat de Perellós durant un temps, dominen el poble. També hi destaca l'antiga església parroquial de Sant Miquel, romànica, rematada amb un campanar d'espadanya. En les proximitats hi ha dues petites capelles, dedicades a santa Bàrbara i a santa Teresa.

## Etimologia
Perellós vindria de Perellons pronunciat sense la -n final conforme al rossellonès, de perelló, pera silvestre, fruit rodonenc, de pell verda i de gust asprenc. Apareix com a Perellós i Perelons el 1100, Perillons el 1246 (Repertori toponímic de Pere Ponsich, 1980, 46).

## Història

### Prehistòria
Pertanyent al terme de Perellós, però tocant al d'Òpol, hi ha la zona nord del terme, just al nord de l'ermita de Santa Bàrbara de Perellós, on es localitzén la Gruta de Serrat Nalt i la Cauna de Perellós. La Gruta de Serrat Nalt conté, després de la sala d'entrada, amb tota una xarxa de diverses cavitats secundàries, amb una altra gran sala; a la branca principal d'aquesta xarxa s'han localitzat fins a 8 conjunts de gravats que es poden localitzar a finals del Neolític. No gaire lluny, la Cauna de Perellós, amb una gran sala d'una trentena de metres de diàmetre i uns deu d'alçada, amb alguns blocs de pedra a l'interior fruit de l'esfondrament del sostre. A les parets de la cauna es troben nombrosos gravats de signes cruciformes a les parets de la sala, amb alguns d'antropomòrfics i d'animals. En total hi ha 82 signes, repartits en 18 conjunts, que s'han relacionat amb un possible caràcter votiu, evidentment precristià, de la cova.

### Edat mitjana
Apareix documentat el 1100 amb el nom de Perelons, i torna a ser-ho al segle xiii amb les formes Perillons i Perellons. Es creu que el nom podria derivar del mot perelloner (amb dues accepcions: Pyrus spinosa, un arbre de la família de les rosàcies el fruit del qual és el perelló o Amelanchier ovalis, un arbust anomenat també corner encara que també s'ha dit que podria derivar de pedregós.
En el terme del poble es troba el punt més septentrional de Catalunya, el turó de Montolier de Perellós (707 m alt). A la rodalia del poble hi ha el barranc o avenc del Pla de Perellós que és una de les coves més interessants del Rosselló.

## Demografia
En el moment documentat de màxima ocupació registrada, el 1856, Perellós tenia gairebé un centenar d'habitants, però cap en fusionar-se amb Òpol el 1972. El darrer naixement havia estat el 1916.
| Evolució de la població (dades de Cassini fins al 1962, INSEE a partir del 1968) |      |      |      |      |      |      |      |      |
| 1793                                                                             | 1800 | 1806 | 1821 | 1831 | 1836 | 1841 | 1846 | 1851 |
| -                                                                                | 62   | 73   | 75   | 82   | 80   | 67   | 87   | 94   |

| 1856 | 1861 | 1866 | 1872 | 1876 | 1881 | 1886 | 1891 | 1896 |
| ---- | ---- | ---- | ---- | ---- | ---- | ---- | ---- | ---- |
| 98   | 85   | 83   | 79   | 84   | 80   | 73   | 65   | 56   |

| 1901 | 1906 | 1911 | 1921 | 1926 | 1931 | 1936 | 1946 | 1954 |
| ---- | ---- | ---- | ---- | ---- | ---- | ---- | ---- | ---- |
| 58   | 47   | 48   | 33   | 32   | 26   | 18   | 8    | 8    |

| 1962 | 1968 | 1975 | 1982 | 1990 | 1999 | 2006 | 2011 | 2016 |
| ---- | ---- | ---- | ---- | ---- | ---- | ---- | ---- | ---- |
| 7    | 4    | -    | -    | -    | -    | -    | -    | -    |

| 2019 | - | - | - | - | - | - | - | - |
| ---- | - | - | - | - | - | - | - | - |
| -    | - | - | - | - | - | - | - | - |

## Persones il·lustres
- Miquel de Perellós (1348 ? - 1427), arquebisbe d'Ambrun
- Constança de Perellós visqué en l'època del rei Joan el Caçador[9]
- Francesc de Perellós, noble del segle xiv
- Ramon de Perellós, noble i escriptor